# Vallbykyrkan
Vallbykyrkan är en kyrka i Västerås som tillhör Trosrörelsen. Församlingen grundades under namnet Sion 1988. Församlingen har bland annat startat Pilträdsskolan för årskurs 1-9, samt förskola. Idag drivs skolan med en annan huvudman. Sedan år 2020 är Christer och Kicki Dahlberg pastorer i församlingen.